# Abuso espiritual
El abuso espiritual ocurre cuando una persona con autoridad religiosa o práctica espiritual maltrata a otra persona en nombre de un dios, una iglesia o por algún concepto o misterio espiritual.
El abuso espiritual suele hacer referencia a un abusador que utiliza su mayor rango como ventaja sobre el abusado, poniendo a la víctima en un estado de obediencia incuestionable a la autoridad.

## Conductas
El abuso espiritual suele incluir al menos una de las siguientes conductas:
- Abuso psicológico.
- Acto o palabras que humillan, dañan o menosprecian la dignidad de la persona.
- Intimidación. Sumisión a una autoridad espiritual sin derecho a réplica.
- Control irracional sobre el derecho básico de la persona a tomar decisiones en temas espirituales.
- Acusaciones falsas y críticas repetitivas, etiquetando negativamente a la persona como desobediente, rebelde, falto de fe, demonizado, apóstata o enemigo de la iglesia.
- Aislamiento o separación de la familia y amigos debido a su filiación religiosa.
- Abusos sexuales.
- Exclusividad, dando a entender al abusado que las críticas exteriores vienen indicadas por el mal.
- Abuso económico, en nombre de Dios deben pagar un diezmo para pertenecer al templo, de lo contrario son excluidos.
- Exigencia de un estilo de vida Legalista acorde a lo propuesto por su iglesia, para demostrar una superioridad en relación con otras religiones.
- Amenazas de ser expulsados si no hay obediencia absoluta.

## Definiciones
Los términos "abuso eclesiástico" o "abuso religioso" suelen asociarse con el abuso espiritual. El abuso eclesiástico es una etiqueta identificativa de prácticas abusivas dentro de una iglesia; el abuso religioso se da dentro de un sistema de creencias con prácticas comunitarias más que sobre la afiliación personal.

## Características
Agnes y John Lawless argumentan en su libro The Drift into Deception que existen ocho características que aparecen en el ámbito del abuso espiritual como son:
- Carisma y orgullo.
- Miedo e intimidación.
- Codicia y fraude.
- Inmoralidad.
- Estructura autoritaria.
- Exclusividad.
- Demanda de lealtad y honor.
- Hechos revelados.